# Тестамент (албум)
Тестамент је назив првог студијског албума Александре Пријовић, који је објављен 25. јула 2017. године за Гранд продукцију.

## Списак песама
1. Тестамент
2. Тело
3. Следећа
4. Клизав под
5. Сепаре
6. Место злочина
7. Вољена грешко
8. Литар вина, литар крви
9. Сенке
10. Тотална анестезија
11. За нас касно је

Бонус песме сy од 8. до 11.

## Информације о албуму
- Аранжмани – Александар Кобац (трака: 11), Дејан Абадић (траке: 1, 2, 4, 6, 7, 8), Енџи Маврић (трака: 3), Срђан Јовановић - Срки boy (трака: 9)
- Дизајн – Станислав Закић
- Текстови – Драган Брајовић Браја (траке: 1, 2, 4, 5, 6, 7, 8, 9), Филип Живојиновић (траке: 4, 8)
- Текст и аранжман – Саша Милошевић Маре (трака: 10)
- Музика – Драган Брајовић Браја (траке: 1, 2, 4, 6, 7, 8, 9), Филип Живојиновић (трака: 8), Младен Динкић (трака: 10)
- Музика и аранжман – Дамир Хандановић (трака: 5)
- Музика и текст – Пеђа Меденица (трака: 3), Стева Симеуновић (трака: 11)
- Фотографија – Фрањо Матковић